# Taça de Portugal de 1989–90
A Taça de Portugal 1989-90 foi 50ª edição da Taça de Portugal, competição sob alçada da Federação Portuguesa de Futebol. O grande vencedor foi o Estrela da Amadora que, pela primeira vez, vencia o troféu. Na finalíssima, os tricolores derrotaram o surpreendente Farense, uma das poucas vezes que uma equipa da Segunda Divisão chegava a uma final da Taça. De destacar o facto em que nenhum dos três grandes (Benfica, FC Porto e Sporting) não estar presente nos quartos-de-final, uma das raras ocasiões em que tal aconteceu.

## 1.ª Eliminatória
| Visitado                       | Resultado | Visitante                  |
| ------------------------------ | --------- | -------------------------- |
| Pescadores (III)               | 1-0       | Sesimbra (III)             |
| Sporting de Espinho (II)       | 7-1       | Ovarense (III)             |
| Anadia FC (III)                | 1-0       | União de Lamas (II)        |
| Varzim (II)                    | 2-0       | Régua (III)                |
| Portosantense (III)            | 0-0 a.p.  | Atlético do Cacém (III)    |
| Pinhelenses (D)                | 2-3 a.p.  | Caldas (II)                |
| Peniche (II)                   | 1-0       | Mirandense (III)           |
| Prado (III)                    | 1-1 a.p.  | Amares (III)               |
| Piense (D)                     | 0-1       | Palmelense (III)           |
| Sacavenense (III)              | 1-2       | Olivais e Moscavide (II)   |
| Salgueiros (II)                | 4-0       | Gouveia (III)              |
| Pedrouços (III)                | 2-1       | Ermesinde (III)            |
| Quarteirense (III)             | 3-1       | Sintrense (II)             |
| Praia Vieira (D)               | 1-3       | Oliveira do Hospital (III) |
| Os Nazarenos (III)             | 0-4       | Académico de Viseu (II)    |
| UD Oliveirense (II)            | 1-0       | Estarreja (III)            |
| Nelas (D)                      | 1-0       | Sporting da Covilhã (II)   |
| Moura (III)                    | 4-3       | Fanhões (III)              |
| Montijo (III)                  | 2-0       | Pinhalnovense (D)          |
| Oliveirinha (III)              | 1-2 a.p.  | Lousanense (II)            |
| Operário de Lisboa (D)         | 0-3       | Seixal (II)                |
| USC Paredes (III)              | 2-1       | Juventude de Ronfe (D)     |
| Santacruzense (D)              | 0-1       | Estoril-Praia (II)         |
| Os Marialvas (II)              | 1-2       | Mangualde (II)             |
| Fátima (III)                   | 2-1       | Naval 1.º de Maio (III)    |
| Sertanense (III)               | 0-0 a.p.  | União de Leiria (II)       |
| UD Valonguense (III)           | 2-0       | Vizela (II)                |
| Valecambrense (D)              | 0-1       | Águias de Alpiarça (D)     |
| Valadares (III)                | 1-0       | Moreirense (III)           |
| União de Tomar (III)           | 1-1 a.p.  | Mealhada (III)             |
| Valpaços (III)                 | 1-2       | Lixa (III)                 |
| Vasco da Gama de Sines (III)   | 0-1       | Campomaiorense (III)       |
| Vila Real (III)                | 4-1       | Felgueiras (II)            |
| Vilafranquense (III)           | 2-1       | Samora Correia (II)        |
| Vianense (II)                  | 4-0       | Vila Pouca de Aguiar (III) |
| União de Montemor-o-Novo (III) | 1-0       | O Elvas (II)               |
| União de Coimbra (III)         | 4-1       | Ferrel (III)               |
| Silves (II)                    | 1-0       | Lusitano VRSA (II)         |
| Mogadourense (D)               | 0-1       | Fafe (II)                  |
| Santa Marta de Penaguião (III) | 1-0       | Lanheses (III)             |
| Sporting da Horta (D)          | 0-2       | Quimigal do Barreiro (III) |
| Tabuense (III)                 | 2-3 a.p.  | Mortágua (III)             |
| Trofense (II)                  | 1-2 a.p.  | Famalicão (II)             |
| Trafaria (III)                 | 1-2       | Olhanense (II)             |
| Torreense (II)                 | 4-0       | Desportivo de Beja (III)   |
| Santa Maria (III)              | 1-2 a.p.  | Rio Tinto (III)            |
| Mirense (II)                   | 8-0       | Ginásio de Alcobaça (III)  |
| Castêlo da Maia (D)            | 3-0       | Ribeirão (III)             |
| Casa Pia (D)                   | 0-3       | Oriental de Lisboa (III)   |
| SL Cartaxo (III)               | 1-1 a.p.  | Borbense (III)             |
| Benfica de Castelo Branco (II) | 4-3       | Sabugal (III)              |
| Castelo de Vide (III)          | 1-2 a.p.  | Bombarralense (III)        |
| Celoricense (D)                | 1-3       | Gil Vicente (II)           |
| Os Dragões Sandinenses (III)   | 2-4       | Paivense (D)               |
| Delães (III)                   | 0-2       | Rio Ave (II)               |
| Cinfães (III)                  | 0-1       | Leça (III)                 |
| Bencatelense (D)               | 1-3 a.p.  | Santacombadense (III)      |
| SC Barreiro (D)                | 0-4       | Esperança de Lagos (III)   |
| Alfeizerense (III)             | 0-0 a.p.  | Seia (III)                 |
| Alcanenense (III)              | 1-2       | Touring Praia de Mira (D)  |
| Alcains (III)                  | 2-2       | Argus (III)                |
| Recreio de Águeda (II)         | 1-1 a.p.  | União de Santarém (III)    |
| Alverca (II)                   | 2-0       | Juventude de Évora (II)    |
| Amarante (III)                 | 1-1 a.p.  | Infesta (II)               |
| Avanca (D)                     | 1-0       | Sanjoanense (III)          |
| Atlético Valdevez (III)        | 2-0       | Vieira (III)               |
| Amora (III)                    | 1-0       | Loures (III)               |
| Estrela de Portalegre (III)    | 0-1       | Torres Novas (III)         |
| Eléctrico (D)                  | 3-5 a.p.  | AD Valonguense (III)       |
| Lusitano de Évora (II)         | 4-1       | Almancilense (III)         |
| Luso (III)                     | 2-0       | Académica de Coimbra (II)  |
| Lousada (III)                  | 1-0       | Maria da Fonte (III)       |
| Louletano (II)                 | 4-0       | Fronteirense (III)         |
| Macedo de Cavaleiros (III)     | 4-0       | Amadores de Caminha (III)  |
| Maia (II)                      | 3-0       | Bragança (II)              |
| Mirandela (III)                | 2-1       | Lusitânia de Lourosa (III) |
| Marinhense (III)               | 2-2 a.p.  | Oliveira do Bairro (II)    |
| Marco (II)                     | 4-2 a.p.  | Esposende (III)            |
| Leões de Tavira (III)          | 1-2       | Barreirense (II)           |
| Limianos (D)                   | 0-4       | Paços de Ferreira (II)     |
| Freamunde (II)                 | 3-0       | Ponte da Barca (III)       |
| Farense (II)                   | 3-0       | Portalegrense (II)         |
| Estrela de Vendas Novas (III)  | 4-1       | Esperança de Lagos (III)   |
| Futebol Benfica (III)          | 0-1       | União de Santiago (III)    |
| Guarda (II)                    | 2-1       | Cariense (D)               |
| Leixões (II)                   | 0-2       | Desportivo das Aves (II)   |
| GD Joane (II)                  | 6-1       | Murça (D)                  |
| Leiria e Marrazes (III)        | 0-1       | Alba (III)                 |
| Imortal (III)                  | 2-0 a.p.  | Atlético CP (II)           |
| Odivelas (III)                 | 1-0       | Praiense (III)             |
| Lusitânia dos Açores (III)     | 2-1 a.p.  | Câmara de Lobos (III)      |
| União de Almeirim (III)        | 0-1 a.p.  | Santa Clara (III)          |

### Desempates
| Visitado                | Resultado      | Visitante              |
| ----------------------- | -------------- | ---------------------- |
| Seia (III)              | 4-0            | Alfeizerense (III)     |
| Infesta (II)            | 2-2 (6-5 g.p.) | Amarante (III)         |
| Amares (III)            | 2-1 a.p.       | Prado (III)            |
| União de Leiria (II)    | 3-0            | Sertanense (III)       |
| União de Santarém (III) | 3-2 a.p.       | Recreio de Águeda (II) |
| Oliveira do Bairro (II) | 3-0(a)         | Marinhense (III)       |
| Borbense (III)          | 4-0            | SL Cartaxo (III)       |
| Mealhada (III)          | 1-0            | União de Tomar (III)   |
| Atlético do Cacém (III) | 0-0 (6-5 g.p.) | Portosantense (III)    |
| Argus (III)             | 1-0            | Alcains (III)          |

(a) Vitória atribuída por via administrativa ao Oliveira do Bairro

## 2.ª Eliminatória
| Visitado                       | Resultado | Visitante                      |
| ------------------------------ | --------- | ------------------------------ |
| Olhanense (II)                 | 2-2 a.p.  | Palmelense (III)               |
| Paços de Ferreira (II)         | 5-1       | Castêlo da Maia (D)            |
| Pedrouços (III)                | 2-4       | Caldas (II)                    |
| Quimigal do Barreiro (III)     | 1-0       | Oriental de Lisboa (III)       |
| Odivelas (III)                 | 2-1       | Nelas (D)                      |
| Mortágua (III)                 | 2-0       | Argus (III)                    |
| Macedo de Cavaleiros (III)     | 2-0       | Oliveira do Hospital (III)     |
| Maria da Fonte (III)           | 1-1 a.p.  | Pescadores (III)               |
| Mirandela (III)                | 1-2       | Gil Vicente (II)               |
| Mirense (II)                   | 3-0       | União de Montemor-o-Novo (III) |
| Rio Ave (II)                   | 5-0       | Alverca (II)                   |
| Rio Tinto (III)                | 2-3       | Paivense (D)                   |
| União de Santiago (III)        | 1-0       | Amora (III)                    |
| Valadares (III)                | 3-2       | Fátima (III)                   |
| Vilafranquense (III)           | 2-1       | Alba (III)                     |
| Vila Real (III)                | 3-0       | Académico de Viseu (II)        |
| União de Coimbra (III)         | 0-3       | Vianense (II)                  |
| Silves (II)                    | 4-0       | Avanca (D)                     |
| Santa Clara (III)              | 1-2 a.p.  | Maia (II)                      |
| Santacombadense (III)          | 2-0       | Joane (II)                     |
| Santa Marta de Penaguião (III) | 2-1       | Bombarralense (III)            |
| Seia (III)                     | 0-2       | UD Valonguense (III)           |
| Luso (III)                     | 3-1       | Atlético do Cacém (III)        |
| Lusitano de Évora (II)         | 3-1       | União de Santarém (III)        |
| Borbense (III)                 | 1-0       | Mealhada (III)                 |
| Campomaiorense (III)           | 0-1       | Freamunde (II)                 |
| Esperança de Lagos (III)       | 4-2       | AD Valonguense (III)           |
| Sporting de Espinho (II)       | 4-0       | Moura (III)                    |
| Benfica de Castelo Branco (II) | 3-1       | Torres Novas (III)             |
| Barreirense (II)               | 2-1       | Fafe (II)                      |
| Águias de Alpiarça (D)         | 0-3       | Salgueiros (II)                |
| Anadia FC (III)                | 3-1 a.p.  | Montijo (III)                  |
| Atlético Valdevez (III)        | 0-1       | Touring Praia de Mira (D)      |
| Estoril-Praia (II)             | 2-1 a.p.  | Mangualde (II)                 |
| Famalicão (II)                 | 1-0       | Torreense (II)                 |
| Louletano (II)                 | 2-2 a.p.  | Quarteirense (III)             |
| Lousanense (II)                | 0-1       | USC Paredes (III)              |
| Lusitânia dos Açores (III)     | 1-1 a.p.  | Desportivo das Aves (II)       |
| Lixa (III)                     | 0-2       | Marco (II)                     |
| Leça (III)                     | 0-1 a.p.  | União de Leiria (II)           |
| Farense (II)                   | 3-2       | UD Oliveirense (II)            |
| Guarda (II)                    | 0-1       | Olivais e Moscavide (II)       |
| Imortal (III)                  | 2-1       | Amares (III)                   |
| Infesta (II)                   | 4-1       | Estrela de Vendas Novas (III)  |
| Peniche (II)                   | 0-4       | Varzim (II)                    |
| Seixal (II)                    | 2-0 a.p.  | Oliveira do Bairro (II)        |

### Desempates
| Visitado                 | Resultado | Visitante                  |
| ------------------------ | --------- | -------------------------- |
| Desportivo das Aves (II) | 6-2       | Lusitânia dos Açores (III) |
| Quarteirense (III)       | 1-5       | Louletano (II)             |
| Pescadores (III)         | 0-1       | Maria da Fonte (III)       |
| Palmelense (III)         | 0-4       | Olhanense (II)             |

## 3.ª Eliminatória
| Visitado                       | Resultado | Visitante                      |
| ------------------------------ | --------- | ------------------------------ |
| Rio Ave (II)                   | 1-4       | Benfica (I)                    |
| Esperança de Lagos (III)       | 1-0       | Santa Marta de Penaguião (III) |
| Anadia FC (III)                | 3-4 a.p.  | União de Santiago (III)        |
| Olhanense (II)                 | 2-1       | Maria da Fonte (III)           |
| Desportivo de Chaves (I)       | 2-0       | Mirense (II)                   |
| Quimigal do Barreiro (III)     | 0-0 a.p.  | USC Paredes (III)              |
| Vitória de Setúbal (I)         | 1-0       | Vianense (II)                  |
| UD Valonguense (III)           | 3-1 a.p.  | Imortal (III)                  |
| União da Madeira (I)           | 5-1       | Luso (III)                     |
| Silves (II)                    | 0-1       | Feirense (I)                   |
| Sporting (I)                   | 1-2       | Marítimo (I)                   |
| Seixal (II)                    | 0-1       | Valadares (III)                |
| Vila Real (III)                | 1-0       | Portimonense (I)               |
| Santacombadense (III)          | 0-3       | Penafiel (I)                   |
| Vilafranquense (III)           | 0-1       | Paivense (D)                   |
| Touring Praia de Mira (D)      | 1-3       | Marco (II)                     |
| Salgueiros (II)                | 2-2 a.p.  | Tirsense (I)                   |
| Benfica de Castelo Branco (II) | 1-1 a.p.  | Freamunde (II)                 |
| Caldas (II)                    | 0-3(a)    | Sporting de Braga (I)          |
| Belenenses (I)                 | 1-0       | Sporting de Espinho (II)       |
| Beira-Mar (I)                  | 2-0       | Borbense (III)                 |
| Desportivo das Aves (II)       | 0-1 a.p.  | Lusitano de Évora (II)         |
| Barreirense (II)               | 1-4       | Maia (II)                      |
| Estrela da Amadora (I)         | 6-2       | Estoril-Praia (II)             |
| Famalicão (II)                 | 0-4       | Boavista (I)                   |
| Odivelas (III)                 | 1-9       | Farense (II)                   |
| Olivais e Moscavide (II)       | 3-0       | União de Leiria (II)           |
| Mortágua (III)                 | 0-4       | Gil Vicente (II)               |
| Macedo de Cavaleiros (III)     | 0-3       | Vitória de Guimarães (I)       |
| FC Porto (I)                   | 4-1       | Infesta (II)                   |
| Louletano (II)                 | 0-1       | Varzim (II)                    |
| Nacional (I)                   | 4-2       | Paços de Ferreira (II)         |

(a) Vitória atribuída por via administrativa ao Sporting de Braga

### Desempates
| Visitado          | Resultado | Visitante                      |
| ----------------- | --------- | ------------------------------ |
| Freamunde (II)    | 3-2 a.p.  | Benfica de Castelo Branco (II) |
| USC Paredes (III) | 4-0       | Quimigal do Barreiro (III)     |
| Tirsense (I)      | 2-1       | Salgueiros (II)                |

## 4.ª Eliminatória
| Visitado                 | Resultado | Visitante                |
| ------------------------ | --------- | ------------------------ |
| Marco (II)               | 2-1       | União de Santiago (III)  |
| Valadares (III)          | 2-1 a.p.  | Marítimo (I)             |
| Tirsense (I)             | 4-3 a.p.  | Varzim (II)              |
| UD Valonguense (III)     | 3-2 a.p.  | Penafiel (I)             |
| Vitória de Guimarães (I) | 5-2       | Freamunde (II)           |
| Vitória de Setúbal (I)   | 2-1       | Benfica (I)              |
| USC Paredes (III)        | 0-5       | FC Porto (I)             |
| Vila Real (III)          | 1-0       | Olhanense (II)           |
| Olivais e Moscavide (II) | 3-0       | Feirense (I)             |
| Belenenses (I)           | 1-0       | Nacional (I)             |
| Boavista (I)             | 2-0       | Gil Vicente (II)         |
| Desportivo de Chaves (I) | 2-1       | Lusitano de Évora (II)   |
| Maia (II)                | 1-0       | Paivense (D)             |
| Farense (II)             | 7-0       | Esperança de Lagos (III) |
| União da Madeira (I)     | 1-0       | Beira-Mar (I)            |
| Estrela da Amadora (I)   | 0-0 a.p.  | Sporting de Braga (I)    |

### Desempates
| Visitado              | Resultado      | Visitante              |
| --------------------- | -------------- | ---------------------- |
| Sporting de Braga (I) | 1-1 (8-9 g.p.) | Estrela da Amadora (I) |

## Oitavos de Final
| Visitado                 | Resultado | Visitante                |
| ------------------------ | --------- | ------------------------ |
| UD Valonguense (III)     | 1-0       | Olivais e Moscavide (II) |
| Vila Real (III)          | 1-3       | Vitória de Guimarães (I) |
| Vitória de Setúbal (I)   | 2-1       | Boavista (I)             |
| Valadares (III)          | 0-3       | Maia (II)                |
| União da Madeira (I)     | 0-0 a.p.  | Farense (II)             |
| FC Porto (I)             | 0-2       | Tirsense (I)             |
| Marco (II)               | 0-1       | Estrela da Amadora (I)   |
| Desportivo de Chaves (I) | 0-2       | Belenenses (I)           |

### Desempates
| Visitado     | Resultado | Visitante            |
| ------------ | --------- | -------------------- |
| Farense (II) | 2-0       | União da Madeira (I) |

## Quartos de Final
| Visitado                 | Resultado | Visitante            |
| ------------------------ | --------- | -------------------- |
| Farense (II)             | 4-0       | UD Valonguense (III) |
| Estrela da Amadora (I)   | 1-0       | Tirsense (I)         |
| Vitória de Setúbal (I)   | 0-3(a)    | Belenenses (I)       |
| Vitória de Guimarães (I) | 2-1       | Maia (II)            |

(a) Derrota administrativa (0-3). O jogo foi interrompido aos 74´ após falha eléctrica no Estádio do Bonfim, quando o Belenenses vencia por 2-0. O CJ da FPF atribuiu ao V. Setúbal DA por entender que compete ao clube da casa conservar em boas condições as suas instalações eléctricas.

## Meias-Finais
| Visitado               | Resultado | Visitante                |
| ---------------------- | --------- | ------------------------ |
| Estrela da Amadora (I) | 1-1 a.p.  | Vitória de Guimarães (I) |
| Belenenses (I)         | 1-2 a.p.  | Farense (II)             |

### Desempates
| Visitado                 | Resultado | Visitante              |
| ------------------------ | --------- | ---------------------- |
| Vitória de Guimarães (I) | 1-2 a.p.  | Estrela da Amadora (I) |

## Final
A final, à semelhança de alguns jogos que durante as eliminatórias terminaram empatados, mesmo após prolongamento, foi disputada a duas mãos.
O jogo da primeira mão, a 27 de Maio de 1990, terminou empatado a um golo. O jogo da segunda mão a 3 de Junho de 1990, arbitrado por Fortunato Azevedo, foi ganho pelo Clube de Futebol Estrela da Amadora por duas bolas a zero ao Farense.

### 1ª Mão
| 27 de Maio de 1990 | Estrela da Amadora | 1 – 1 (a.p.) | Farense   | Estádio Nacional, Lisboa Público: Árbitro: Joaquim Baltazar |
|                    | Borges 93'         |              | Cruz 116' |                                                             |

### Finalíssima
| 3 de Junho de 1990 | Estrela da Amadora            | 2 – 0 | Farense | Estádio Nacional, Lisboa Público: Árbitro: Fortunato Azevedo |
|                    | Paulo Bento 30' · Ricardo 63' |       |         |                                                              |

## Campeão
| Vencedor da Taça de Portugal 1989/1990 |
| -------------------------------------- |
| Estrela da Amadora 1.° título          |